# Jean-Pierre-Hugues de Cambacérès
Pour les autres membres de cette famille, voir Famille de Cambacérès et pour les homonymes, voir Cambacérès (homonymie).
Jean-Pierre-Hugues, premier baron de Cambacérès, né le 13 novembre 1778 à Montpellier dans l'Hérault et mort le 5 septembre 1826 à Paris, est un général français de la Révolution et de l’Empire. Il est le frère de Jean-Jacques Régis de Cambacérès.

## Biographie

### Du simple cavalier à l'adjudant-commandant

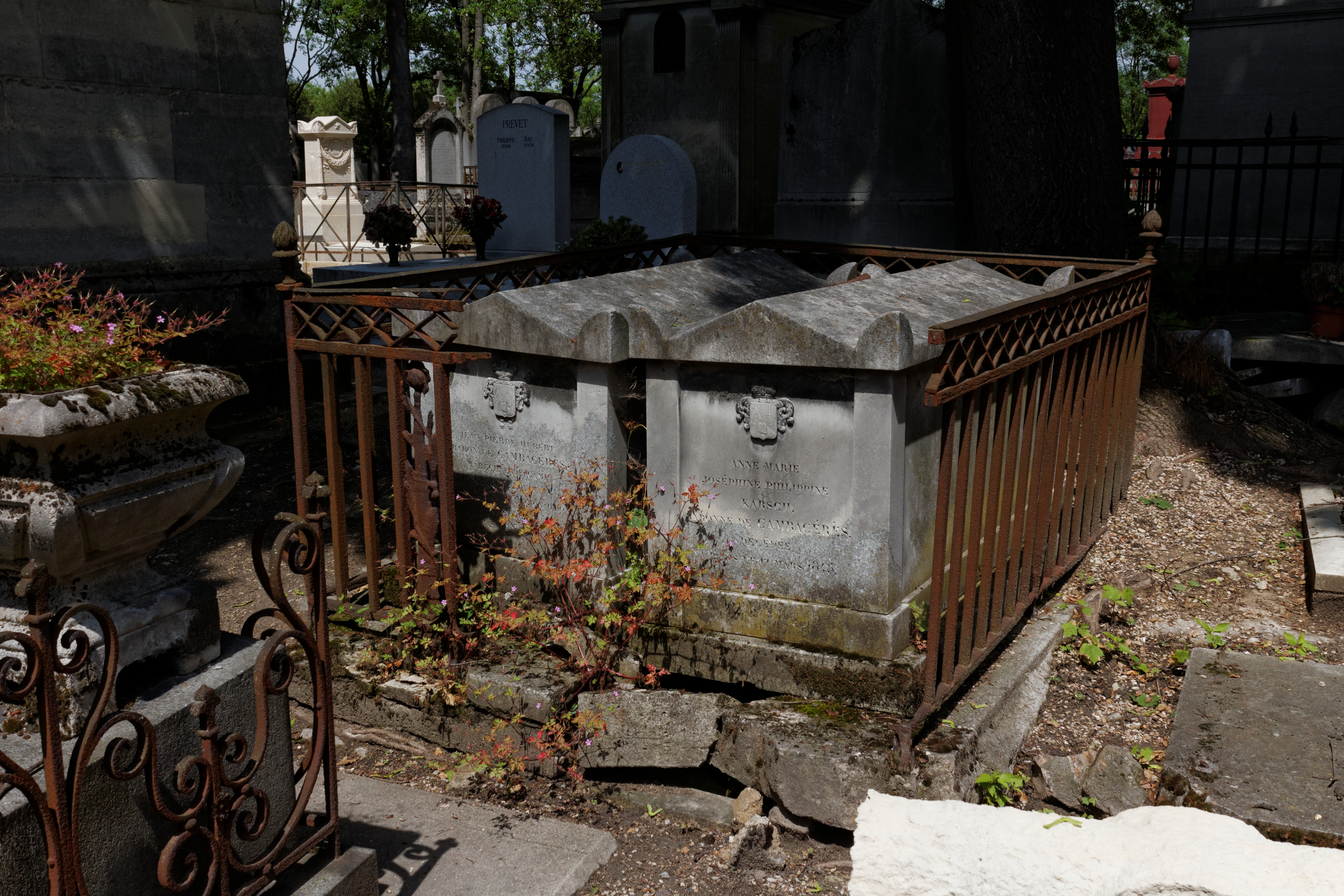
Tombe du général Cambacérès au cimetière du Père-Lachaise.

Cavalier le 20 septembre 1793, dans le 14e régiment de chasseurs à cheval, il fait les campagnes de 1793 à l'an III aux armées des Alpes et des Pyrénées. Il assiste au siège et à la bataille de Figuières, où il a un cheval tué sous lui et reçoit un coup de sabre sur la tête. Il participe aux sièges de Nice, de Lyon, de Toulon et de Bellegarde avant d'être nommé sous-lieutenant au 23e régiment de chasseurs à cheval le 16 pluviôse an III (4 février 1795). Il rejoint ce corps à l'armée de l'Ouest, se trouve au combat de Pontivy et sert de l'an IV à l'an VII aux armées du Nord et de Sambre-et-Meuse. Il se fait remarquer au combat de Nassau, où une balle le frappe à l'épaule, ainsi qu'aux batailles de Neuwied, de Zurich et à la prise de Schaffhouse. Dans cette dernière affaire, une balle le blesse dans la cuisse et il perd un cheval tué sous lui.
Lieutenant le 14 fructidor (31 août 1799) puis capitaine le 27 frimaire an VIII (18 décembre 1799), Cambacérès est envoyé à l'armée du Rhin le 2 germinal suivant en qualité d'adjoint à l'état-major général. Il prend part aux batailles de Stockach et de Moesskirch, le 13 et le 15 floréal (5 mai 1800). Blessé à Moesskirch d'un coup de sabre à l'avant-bras droit, il est promu au grade de chef d'escadron le 7 vendémiaire an IX (29 septembre 1800) et donne de nouvelles preuves de valeur dans la journée du 10 frimaire et à celle du 12, lors de la bataille de Hohenlinden, à la tête d'un escadron du 23e de chasseurs qu'il a rejoint. Il reçoit dans cette dernière bataille un coup de sabre à la lèvre supérieure. Nommé adjudant-commandant le 9 nivôse an XI (30 décembre 1802), il passe le 12 vendémiaire an XII (5 octobre 1803) à la division de cavalerie rassemblée au camp de Saint-Omer. Membre puis officier de la Légion d'honneur les 15 pluviôse et 25 prairial an XII (14 juin 1804), il est attaché dans le mois de vendémiaire an XIV au 4e corps de la Grande Armée, avec lequel il fait en Allemagne et en Prusse les campagnes de l'an XIV à 1806.

### Général de l'Empire
Général de brigade le 10 juillet 1806, Cambacérès est employé le 24 septembre au 6e corps et passe au 1er corps en février 1807. Il fait la campagne de Pologne et part pour l'Espagne en 1808. À cette époque, Napoléon Ier le crée baron de l'Empire. Le 25 septembre 1810, il prend le commandement d'un département de la 26e division militaire à Mayence. Nommé le 4 mars 1813 au commandement d'une brigade du 1er corps de cavalerie de la Grande Armée, il est employé le 5 octobre au grand quartier-général. Il prend ensuite le 14 décembre le commandement du département d'Indre-et-Loire, qu'il quitte le 11 juin 1814 pour celui de l'Aveyron. Placé en non-activité le 25 septembre 1814, il est fait chevalier de Saint-Louis le 17 juillet 1816, avant d'être compris comme disponible le 30 décembre 1818, dans le cadre de l'état-major général de l'armée. Il est admis à la retraite le 1er décembre 1824 et meurt à Paris le 5 septembre 1826. Il est inhumé au cimetière du Père-Lachaise (40e division).

## Vie familiale
Jean-Pierre-Hugues Cambacérès naquit dans une famille de magistrats appartenant à la vieille  noblesse de robe de la ville. Fils de Jean-Antoine de Cambacérès (20 avril 1715 - Montpellier - 23 septembre 1801 - Bedarrides), conseiller à la Cour des aides de Montpellier, maire de cette ville, et de sa maîtresse Jeanne Dittry, son père, veuf, s'était remarié avec cette dernière, le 18 avril 1787, afin de régulariser la situation des deux enfants nés de cette union.
Jean-Pierre-Hugues épouse, le 19 février 1797, Anne Marie Joséphine Philippine Karsch. Ensemble, ils ont :
- Marie Jean Pierre Hubert (20 septembre 1798 - Solingen (Allemagne) - 12 juillet 1881), 2e duc de Cambacérès (11 mai 1857, sur réversion du titre de son oncle), pair de France, grand maître des cérémonies de la maison de Napoléon III, sénateur, grand officier de la Légion d'honneur, marié, le 5 novembre 1818, avec Louise Anne Alexandrine Thibon (29 décembre 1799 - Paris - 27 mars 1883 - Paris), sans postérité ;
- Joséphine (1800 - 26 mars 1833), mariée, le 16 mars 1819, avec Jean-Marie, baron Delaire (6 novembre 1781 - Montaigu-le-Blin  - 26 juin 1861 - La Boulaize, Montaigu-le-Blin), avocat à Paris, directeur du contentieux au ministère des Finances, conseiller d'État, président de la Cour des comptes, dont un fils ;
- Étienne (5 décembre 1804 - Boulogne-sur-Mer - 20 décembre 1878 - Paris), comte de Cambacérès, Chef de bataillon de la Garde nationale de l'Ain, député de l'Aisne (1842-1857), officier de la Légion d'honneur, marié, le 14 mars 1827, avec Adèle Napoléone Davout d'Auerstaedt (juin 1807 - 21 janvier 1885), fille du maréchal Davout, dont :
  - Léon Hubert (1827-1840) ;
  - Louis Joseph Napoléon (22 août 1832 - Paris - 22 août 1869 - en tombant d'un glacier à Chamonix (Haute-Savoie)), comte de Cambacérès, auditeur au Conseil d'État (1855), député de l'Aisne (1857-1863), chevalier de l'Étoile polaire de Suède, marié le 14 octobre 1856, avec Bathilde Bonaparte (26 novembre 1840 - Rome - 9 juin 1861 - Paris), fille de Charles-Lucien Bonaparte (1803-1857), prince de Canino et Zénaïde Bonaparte (1801-1854). Veuf, Louis épouse, le 21 juillet 1864, Elise Victorine Marie de Montesquiou-Fezensac (1er mai 1845 - Paris - 14 mars 1879 - Château de Charnisay). De son premier mariage, il a :

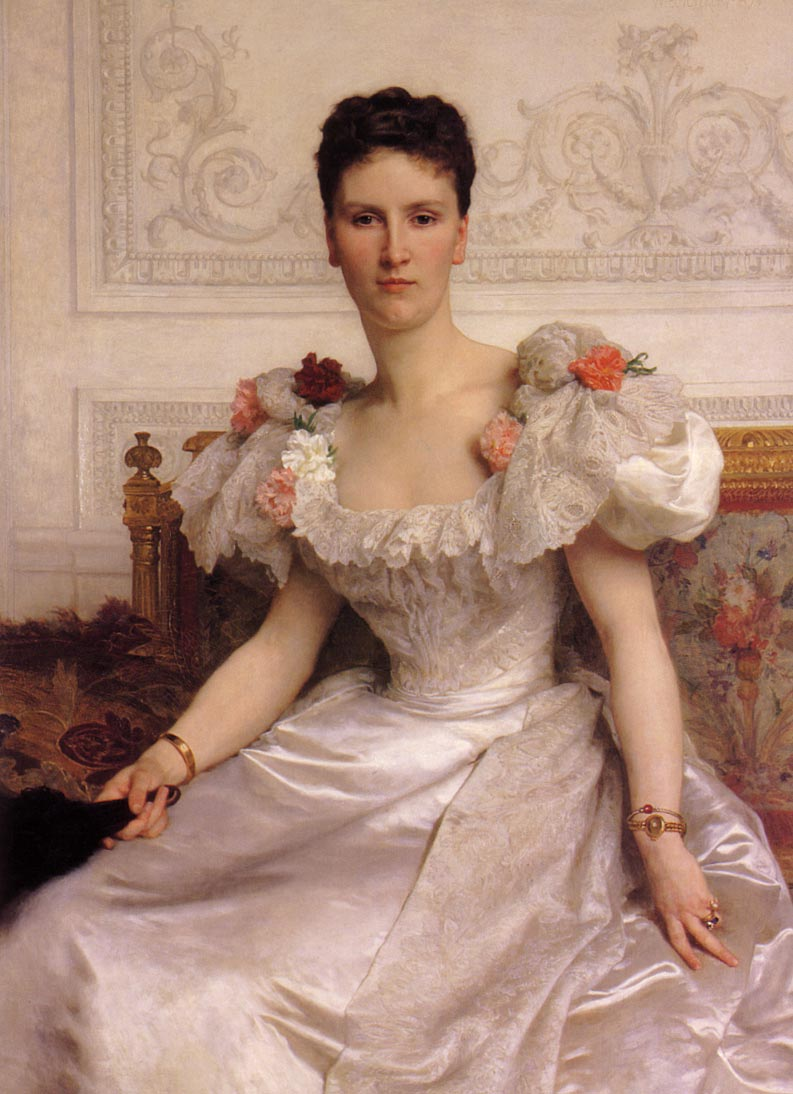
William-Adolphe Bouguereau (1825–1905) : Zénaïde de Cambacérès (1857-1932)

    - William-Adolphe Bouguereau (1825–1905) : Zénaïde de Cambacérès (1857-1932)Zénaïde Napoléone Louise Lucienne (3 août 1857 - Paris - 18 octobre 1932 - Château de Montgobert (Aisne)), mariée, le 20 janvier 1874, avec Raoul Napoléon (11 mai 1845 - Paris - 30 octobre 1925 - Montgobert), 3e duc d'Albufera, 3e comte Suchet, dont postérité ;
    - Léonie (26 août 1858 - Paris - 1909), mariée, le 5 juin 1879, avec Charles Marie Michel de Goyon (14 septembre 1844 - Chantenay (Loire-Inférieure) - 1930), 3e duc de Feltre (2 juillet 1864), 3e vicomte de Goyon (24 mars 1872), 3e comte de Goyon (1918), Attaché d'ambassade, sous-lieutenant de hussards, député des Côtes-du-Nord (1876-1885), dont postérité.

## Titres
- Baron Cambacérès et de l'Empire (décret du 19 mars 1808, lettres patentes de juin 1808 à Bayonne).

## Décorations
- Légion d'honneur[2]
  - Légionnaire (15 pluviôse an XII), puis
  - Officier de la Légion d'honneur (25 prairial an XII)
- Ordre royal et militaire de Saint-Louis
  - Chevalier (17 juillet 1816).

## Armoiries
| Figure | Blasonnement |
|        | Armes du baron Cambacérès et de l'Empire. D'or au dextrochère au naturel, paré de gueules, rebrassé d'hermines, mouvant de sénestre, tenant les tables de la loi de sable, accompagné de trois lozanges de même, cantonné à dextre en chef d'un chevron de gueules accompagné de trois rosettes de même, et à sénestre du quartier de baron sorti de l'armée., - Livrées : rouge nuancé de noir, jaune et blanc |